# Exessiv
Exessiv är ett kasus som anger övergång från ett tillstånd, och kompletterar därmed kasusen translativ (övergång till ett tillstånd) och essiv (att vara i ett tillstånd). Exessiv förekommer sällsynt i vissa östersjöfinska dialekter.

## Finska
Exessiv förekommer endast i savolaxdialekt och i dialekter i sydöstra Finland.
Ändelse: -nta / -ntä
Exempel:
- tärähtäneentä terveeksi – från galen till frisk (från tillståndet galen till tillståndet frisk)

Exessiv förekommer även sällsynt i vissa ord i lokativ betydelse: takaanta/takanta ("från bakom (någonting)", standardfinska takaa), siintä ("från den här/den där", standardfinska siitä).

## Estniska
Likt övriga ändelser jämfört med finska förlorar exessiv slutvokalen:
Ändelse: -nt
Exempel:
- tagant – "från bakom (någonting)"